# François Boyer (homme politique)
Pour les articles homonymes, voir François Boyer et Boyer.
François Boyer est un religieux et homme politique français né le 26 juillet 1736 à Saint-Pardoux (Puy-de-Dôme) et décédé le 28 février 1809 à Neschers (Puy-de-Dôme).
Curé de Neschers, il est député du clergé aux États généraux de 1789 pour la sénéchaussée de Riom, et siège à droite, soutenant l'Ancien Régime. Il démissionne le 24 novembre 1789.

## Sources
- « François Boyer (homme politique) », dans Adolphe Robert et Gaston Cougny, Dictionnaire des parlementaires français, Edgar Bourloton, 1889-1891 [détail de l’édition]